# 3 Mulheres
3 Women (br/pt: Três Mulheres) é um filme de drama dos Estados Unidos de 1977, escrito e dirigido por Robert Altman.

## Enredo
Um filme realizado de forma brilhante e discreto que nos faz pensar sobre uma estranha rapariga (Sissy Spacek) que trabalha num lar de convalescência para pessoas da terceira idade.
Ela sente-se ligada à sua colega Duvall que tem a mania de ser uma rapariga popular.
A história é constituída pelo relacionamento das duas com uma mulher mais velha e amargurada (Rule). Um filme fascinante para quem gosta de Altman. Os outros possivelmente vão achá-lo pesado.[carece de fontes?]

## Elenco
- Sissy Spacek
- Shelley Duvall
- Janice Rule
- Robert Fortier
- Ruth Nelson
- John Cromwell

## Lançamento
O filme estreou na cidade de Nova York em abril de 1977. O filme também foi exibido no Festival de Cannes em maio de 1977, onde Altman admitiu pela primeira vez a Ladd que o filme era baseado em seu sonho.